# Los Jazmines
Los Jazmines es un barrio perteneciente al distrito de Churriana de la ciudad andaluza de Málaga, España. Según la delimitación oficial del ayuntamiento, limita al norte con el barrio de Las Pedrizas y el cementerio de Churriana; al este, con el barrio de El Cuartón; al sur, con el barrio de Los Rosales; y al oeste, de nuevo con Las Pedrizas.

## Transporte
En autobús queda conectado mediante las siguientes líneas de la EMT: 
| Línea | Trayecto                      | Recorrido | Frecuencia    |
| ----- | ----------------------------- | --------- | ------------- |
| 10    | Alameda Principal - Churriana | Recorrido | 25-30 minutos |